# Hohenzollern Typ Bismarck
Die Tenderlokomotiven Hohenzollern Typ Bismarck wurden von der Lokomotivfabrik Hohenzollern als Industrielokomotiven von 1885 bis 1904 gebaut und in verschiedenen Betrieben für den leichten Rangierdienst verwendet. Es wird von einer Stückzahl von 62 gebauten Lokomotiven ausgegangen, von denen 2011 34 Lokomotiven bekannt waren. Das älteste bekannte Exemplar der Reihe stammt aus dem Jahr 1888. Die Lokomotiven waren bis Ende der 1960er Jahre im Einsatz. Eine bei einer Glasfabrik in Düsseldorf-Gerresheim eingesetzte Lokomotive war auf einem Spielplatz bis in die 1990er Jahre erhalten und wurde dann verschrottet.

## Geschichte und Technik
Die Lokomotiven entstammen einem Programm von Tenderlokomotiven für Industrie- und Privatbahnen von Hohenzollern in Düsseldorf. Sie wurden als Nassdampf-Lokomotiven gebaut. Der Hohenzollern Typ Bismarck war eine der kleinsten Lokomotiven dieses Programms und besitzt viele Gemeinsamkeiten mit anderen Konstruktionen.
In einer Datenbank werden 62 gefertigte Lokomotiven erwähnt, jedoch nur zehn beschrieben. Bei Zechen in Nordrhein-Westfalen befanden sich weitere 24 Lokomotiven, weitere sind nicht bekannt.
Die Lokomotiven besaßen einen Innenrahmen mit in den Rahmenwangen eingenietetem Wasserkasten. Beidseitig des Kessels war rechts ein kleinerer äußerer Wasserkasten und links vor dem Führerhaus ein Kohlenkasten für 1 t Kohle. Der eiserne Kessel besaß eine kupferne Feuerbüchse. Die schmiedeeisernen Speichenräder waren oberhalb des Umlaufes mit Blattfedern abgefedert. Die Lokomotiven besaßen eine äußere Steuerung der Bauart Allan und als innere Steuerung Flachschieber. Die meisten Lokomotiven besaßen keinen Dampfdom, sondern lediglich einen kleinen Regleraufsatz. Viele Lokomotiven hatten auch keinen Sanddom. Auf dem Regleraufsatz war auch das Sicherheitsventil der Bauart Ramsbotton vorhanden. Das Dampfläutewerk war auf dem Kesselscheitel vor dem Führerhaus und die Pfeife auf dem Führerhausdach untergebracht. Ursprünglich war eine Petroleumbeleuchtung vorhanden, später erhielten einige Lokomotiven eine elektrische Beleuchtung. Der Turbogenerator dafür saß an der Rauchkammer links neben dem Schornstein.
Die Lokomotiven waren mit Handbremse ausgerüstet. Abgebremst wurden beide Radsätze einseitig von vorn.

## Einsatz
Die Lokomotiven zählen zu den ältesten bekannten Industrielokomotiven in Deutschland. Viele von ihnen sind schon in den 1930er Jahren ausgemustert worden. Einige haben ein Dienstalter von bis zu 70 Jahren erreicht. 1968 wurde die letzte Lokomotive der Serie ausgemustert.

### Gerresheimer Glashütte
Die am längsten erhaltene Lokomotive mit der Fabriknummer Hohenzollern 568 wurde 1911 an die Gerresheimer Glashütte in Düsseldorf geliefert und trug die Bezeichnung Ferdinand HEYE. Sie war bis 1965 in Betrieb und wurde danach auf einen Spielplatz als Denkmal aufgestellt. Die Lok war eine der wenigen mit einem Dampfdom. Hier stand die Lok fast 30 Jahre lang und wurde nach 1990 verschrottet.

### Weitere bekannte Lokomotiven aus Bergwerksbetrieben
| Baujahr | Fabriknummer | Erster Einsatz               | bekannte Bezeichnung | Verbleib             | Quelle |
| ------- | ------------ | ---------------------------- | -------------------- | -------------------- | --- |
| 1888    | 481          | Zeche Graf Moltke            | 3                    | um 1930 ausgemustert | Joachim Leitsch, Harald Sydow: Bergbaudampflokomotiven in Nordrhein-Westfalen. Arbeitsgemeinschaft Drehscheibe e. V., Köln 2011, ISBN 978-3-929082-30-2, S. 123. |
| 1889    | 485          | Zeche Unser Fritz            | III                  | um 1930 ausgemustert | Joachim Leitsch, Harald Sydow: Bergbaudampflokomotiven in Nordrhein-Westfalen. Arbeitsgemeinschaft Drehscheibe e. V., Köln 2011, ISBN 978-3-929082-30-2, S. 217. |
| 1889    | 518          | Zeche Dahlhauser             | III                  | 1951 ausgemustert    | Joachim Leitsch, Harald Sydow: Bergbaudampflokomotiven in Nordrhein-Westfalen. Arbeitsgemeinschaft Drehscheibe e. V., Köln 2011, ISBN 978-3-929082-30-2, S. 79.  |
| 1889    | 541          | Zeche Shamrock               | n 1/2 III            | um 1940 ausgemustert | Joachim Leitsch, Harald Sydow: Bergbaudampflokomotiven in Nordrhein-Westfalen. Arbeitsgemeinschaft Drehscheibe e. V., Köln 2011, ISBN 978-3-929082-30-2, S. 214. |
| 1890    | 542          | Zeche Herminenglück-Liborius | Liborius             | um 1925 ausgemustert | Joachim Leitsch, Harald Sydow: Bergbaudampflokomotiven in Nordrhein-Westfalen. Arbeitsgemeinschaft Drehscheibe e. V., Köln 2011, ISBN 978-3-929082-30-2, S. 142. |
| 1890    | 543          | Zeche Graf Bismarck          | III                  | um 1925 ausgemustert | Joachim Leitsch, Harald Sydow: Bergbaudampflokomotiven in Nordrhein-Westfalen. Arbeitsgemeinschaft Drehscheibe e. V., Köln 2011, ISBN 978-3-929082-30-2, S. 121. |
| 1890    | 567          | Zeche Prosper                | VII                  | um 1930 ausgemustert | Joachim Leitsch, Harald Sydow: Bergbaudampflokomotiven in Nordrhein-Westfalen. Arbeitsgemeinschaft Drehscheibe e. V., Köln 2011, ISBN 978-3-929082-30-2, S. 189. |
| 1891    | 622          | Harpener Bergbau AG          | V                    | um 1959 ausgemustert | Joachim Leitsch, Harald Sydow: Bergbaudampflokomotiven in Nordrhein-Westfalen. Arbeitsgemeinschaft Drehscheibe e. V., Köln 2011, ISBN 978-3-929082-30-2, S. 34.  |
| 1892    | 624          | Zeche Anna                   | ANNA                 | um 1950 ausgemustert | Joachim Leitsch, Harald Sydow: Bergbaudampflokomotiven in Nordrhein-Westfalen. Arbeitsgemeinschaft Drehscheibe e. V., Köln 2011, ISBN 978-3-929082-30-2, S. 56.  |
| 1891    | 625          | Zeche Victoria Mathias       | 1                    | um 1940 ausgemustert | Joachim Leitsch, Harald Sydow: Bergbaudampflokomotiven in Nordrhein-Westfalen. Arbeitsgemeinschaft Drehscheibe e. V., Köln 2011, ISBN 978-3-929082-30-2, S. 221. |
| 1891    | 640          | Zeche Königsborn             | 4                    | um 1941 ausgemustert | Joachim Leitsch, Harald Sydow: Bergbaudampflokomotiven in Nordrhein-Westfalen. Arbeitsgemeinschaft Drehscheibe e. V., Köln 2011, ISBN 978-3-929082-30-2, S. 154. |
| 1891    | 641          | Harpener Bergbau AG          | VI                   | um 1959 ausgemustert | Joachim Leitsch, Harald Sydow: Bergbaudampflokomotiven in Nordrhein-Westfalen. Arbeitsgemeinschaft Drehscheibe e. V., Köln 2011, ISBN 978-3-929082-30-2, S. 34.  |
| 1892    | 642          | Zeche Rheinpreußen           | II                   | um 1960 ausgemustert | Joachim Leitsch, Harald Sydow: Bergbaudampflokomotiven in Nordrhein-Westfalen. Arbeitsgemeinschaft Drehscheibe e. V., Köln 2011, ISBN 978-3-929082-30-2, S. 203. |
| 1892    | 644          | Zeche Bonifacius             | Rheinelbe 3          | um 1940 ausgemustert | Joachim Leitsch, Harald Sydow: Bergbaudampflokomotiven in Nordrhein-Westfalen. Arbeitsgemeinschaft Drehscheibe e. V., Köln 2011, ISBN 978-3-929082-30-2, S. 59.  |
| 1892    | 661          | Zeche König Ludwig           | III                  | um 1955 ausgemustert | Joachim Leitsch, Harald Sydow: Bergbaudampflokomotiven in Nordrhein-Westfalen. Arbeitsgemeinschaft Drehscheibe e. V., Köln 2011, ISBN 978-3-929082-30-2, S. 104. |
| 1893    | 715          | Zeche Shamrock               | n 1/2II              | um 1940 ausgemustert | Joachim Leitsch, Harald Sydow: Bergbaudampflokomotiven in Nordrhein-Westfalen. Arbeitsgemeinschaft Drehscheibe e. V., Köln 2011, ISBN 978-3-929082-30-2, S. 214. |
| 1894    | 716          | Zeche Graf Bismarck          | IV                   | um 1960 ausgemustert | Joachim Leitsch, Harald Sydow: Bergbaudampflokomotiven in Nordrhein-Westfalen. Arbeitsgemeinschaft Drehscheibe e. V., Köln 2011, ISBN 978-3-929082-30-2, S. 121. |
| 1894    | 793          | Zeche Prosper                | VII                  | um 1930 ausgemustert | Joachim Leitsch, Harald Sydow: Bergbaudampflokomotiven in Nordrhein-Westfalen. Arbeitsgemeinschaft Drehscheibe e. V., Köln 2011, ISBN 978-3-929082-30-2, S. 189. |
| 1895    | 794          | Zeche Friedrich der Große    | I                    | um 1950 ausgemustert | Joachim Leitsch, Harald Sydow: Bergbaudampflokomotiven in Nordrhein-Westfalen. Arbeitsgemeinschaft Drehscheibe e. V., Köln 2011, ISBN 978-3-929082-30-2, S. 108. |
| 1896    | 901          | Zeche Shamrock               | n 3/4 3              | um 1940 ausgemustert | Joachim Leitsch, Harald Sydow: Bergbaudampflokomotiven in Nordrhein-Westfalen. Arbeitsgemeinschaft Drehscheibe e. V., Köln 2011, ISBN 978-3-929082-30-2, S. 214. |
| 1896    | 902          | Zeche Graf Bismarck          | V                    | um 1960 ausgemustert | Joachim Leitsch, Harald Sydow: Bergbaudampflokomotiven in Nordrhein-Westfalen. Arbeitsgemeinschaft Drehscheibe e. V., Köln 2011, ISBN 978-3-929082-30-2, S. 121. |
| 1898    | 931          | Zeche Bonifacius             | Rheinelbe 2          | um 1940 ausgemustert | Joachim Leitsch, Harald Sydow: Bergbaudampflokomotiven in Nordrhein-Westfalen. Arbeitsgemeinschaft Drehscheibe e. V., Köln 2011, ISBN 978-3-929082-30-2, S. 59.  |
| 1897    | 1017         | Zeche Königsborn             | ?                    | um 1940 ausgemustert | Joachim Leitsch, Harald Sydow: Bergbaudampflokomotiven in Nordrhein-Westfalen. Arbeitsgemeinschaft Drehscheibe e. V., Köln 2011, ISBN 978-3-929082-30-2, S. 154. |
| 1897    | 1018         | Zeche Königsborn             | ?                    | um 1940 ausgemustert | Joachim Leitsch, Harald Sydow: Bergbaudampflokomotiven in Nordrhein-Westfalen. Arbeitsgemeinschaft Drehscheibe e. V., Köln 2011, ISBN 978-3-929082-30-2, S. 154. |
| 1899    | 1150         | Zeche Shamrock               | n 3/4 2              | um 1962 ausgemustert | Joachim Leitsch, Harald Sydow: Bergbaudampflokomotiven in Nordrhein-Westfalen. Arbeitsgemeinschaft Drehscheibe e. V., Köln 2011, ISBN 978-3-929082-30-2, S. 214. |